# Чатбот
Чатбот (на английски: chatbot или chatterbot) е софтуерно приложение, използвано за провеждане на разговор чрез текст или текст към говор, вместо осигуряване на директен контакт с човек. Чатботовете са компютърни програми, които са в състояние да поддържат разговор с потребител на естествен език, да разбират намерението му и да отговарят въз основа на предварително зададени правила и данни. Проектирани да симулират убедително начина, по който човек би се държал като партньор в разговор, чатбот системите обикновено изискват непрекъснато настройване и тестване, като много от тях в производството не могат да разговарят адекватно; през 2012 г. нито един от тях не успява да премине стандартния тест на Тюринг. Терминът ChatterBot първоначално е измислен от Майкъл Молдин (създател на първия Verbot) през 1994 г., за да опише тези разговорни програми.